# Episodi di Madam Secretary (terza stagione)
La terza stagione della serie televisiva Madam Secretary è stata trasmessa negli Stati Uniti dalla CBS dal 2 ottobre 2016 al 21 maggio 2017.
In Italia, la stagione è andata in onda dall'8 gennaio al 7 febbraio 2018 su Rai 2.
| n° | Titolo originale      | Titolo italiano         | Prima TV USA     | Prima TV Italia  |
| -- | --------------------- | ----------------------- | ---------------- | ---------------- |
| 1  | Sea Change            | Svolta radicale         | 2 ottobre 2016   | 8 gennaio 2018   |
| 2  | The Linchpin          | Il cardine              | 16 ottobre 2016  | 9 gennaio 2018   |
| 3  | South China Sea       | Tutto ma non i panda    | 23 ottobre 2016  | 10 gennaio 2018  |
| 4  | The Dissent Memo      | Crisi interna           | 30 ottobre 2016  | 11 gennaio 2018  |
| 5  | The French Revolution | La rivoluzione francese | 6 novembre 2016  | 12 gennaio 2018  |
| 6  | The Statement         | Punire i colpevoli      | 13 novembre 2016 | 15 gennaio 2018  |
| 7  | Tectonic Shift        | Slittamento tettonico   | 20 novembre 2016 | 16 gennaio 2018  |
| 8  | Breakout Captivity    | Autonomia nucleare      | 27 novembre 2016 | 17 gennaio 2018  |
| 9  | Snap Back             | Reazione fulminea       | 11 dicembre 2016 | 18 gennaio 2018  |
| 10 | The Race              | La corsa                | 18 dicembre 2016 | 19 gennaio 2018  |
| 11 | Gift Horse            | A caval donato          | 8 gennaio 2017   | 22 gennaio 2018  |
| 12 | The Detour            | La deviazione           | 15 gennaio 2017  | 23 gennaio 2018  |
| 13 | The Beautiful Game    | La formula per la pace  | 29 gennaio 2017  | 24 gennaio 2018  |
| 14 | Labor of Love         | Questione di cuore      | 5 marzo 2017     | 25 gennaio 2018  |
| 15 | Break in Diplomacy    | Strappo diplomatico     | 12 marzo 2017    | 26 gennaio 2018  |
| 16 | Swept Away            | Riposi in pace          | 19 marzo 2017    | 29 gennaio 2018  |
| 17 | Convergence           | Una strana coincidenza  | 26 marzo 2017    | 30 gennaio 2018  |
| 18 | Good Bones            | Buona ossatura          | 9 aprile 2017    | 31 gennaio 2018  |
| 19 | Global Relief         | Soccorsi internazionali | 23 aprile 2017   | 1º febbraio 2018 |
| 20 | Extraordinary Hazard  | Rischi straordinari     | 30 aprile 2017   | 2 febbraio 2018  |
| 21 | The Seventh Floor     | Il settimo piano        | 7 maggio 2017    | 5 febbraio 2018  |
| 22 | Revelation            | Rivelazione             | 14 maggio 2017   | 6 febbraio 2018  |
| 23 | Article 5             | Articolo 5              | 21 maggio 2017   | 7 febbraio 2018  |